# Annio da Viterbo
Annio da Viterbo, italijanski dominikanec in zgodovinar, * 1432, † 13. november 1502.